# A Sidekick epizódjainak listája
Ez a szócikk a Sidekick című animációs sorozat epizódjait sorolja fel.

## Évados áttekintés
| Évad | Évad | Epizódok | Eredeti sugárzás    | Eredeti sugárzás     | Eredeti adó | Magyar sugárzás | Magyar sugárzás |
| Évad | Évad | Epizódok | Évadpremier         | Évadfinálé           | Eredeti adó | Évadpremier     | Évadfinálé      |
| ---- | ---- | -------- | ------------------- | -------------------- | ----------- | --------------- | --------------- |
|      | 1    | 26       | 2010. szeptember 3. | 2011. február 19.    | YTV         | kiadatlan       | kiadatlan       |
|      | 2    | 14       | 2011. október 8.    | 2012. április 14.    | YTV         | kiadatlan       | kiadatlan       |
|      | 3    | 12       | 2013. június 1.     | 2013. szeptember 14. | YTV         | kiadatlan       | kiadatlan       |

## Epizódok

### 1. évad (2010-2011)
| #   | Magyar cím | Eredeti cím                                           |
| --- | ---------- | ----------------------------------------------------- |
| 1.  | –          | Maxum Man Mark Two / To Party Perchance To Party      |
| 2.  | –          | Gone Gaga / Like Supervillain, Like Son               |
| 3.  | –          | A Monster Headache / Days of Golly                    |
| 4.  | –          | Ain't No Party Like a Maxum Brain Party / Hello Dolly |
| 5.  | –          | The Amazing Super Chores / Maxum Mom                  |
| 6.  | –          | Moustachesquatch / The Endless Summer                 |
| 7.  | –          | Identity Crisis / Fart of Darkness                    |
| 8.  | –          | The Bogey Man / Crudburger                            |
| 9.  | –          | The Henchman Challenge / Family Fun Day               |
| 10. | –          | Slime Spree / The Short List                          |
| 11. | –          | This Hour Has 22 Million Minutes / Halloweenie        |
| 12. | –          | Eric Squared / Squawk                                 |
| 13. | –          | Internal Affairs / Virtual Mayhem                     |
| 14. | –          | The Maxum Switcheroo / Sleepless In Splittsboro       |
| 15. | –          | Everybody Is Side-Fu Fighting / Comic Book Zombies    |
| 16. | –          | Beneath the Missile-Toe / Ice to Know You             |
| 17. | –          | Ye Old Sidekick Village / News at 11                  |
| 18. | –          | Suit of Harms / Escape from Razzuma-traz              |
| 19. | –          | Gloves on the Run / Drop the Needles                  |
| 20. | –          | Match Dot Com / Stupor-ize Me                         |
| 21. | –          | Teenage Mummies in Love / Henchman for a Day          |
| 22. | –          | The Show Must Go On / Pamplemoose and Son             |
| 23. | –          | Little Orphan Eric / Lights, Camera, Sidekick Action  |
| 24. | –          | Shopping Spree / The Spark Is Gone                    |
| 25. | –          | Four's a Crowd / Super Frenemies                      |
| 26. | –          | Maxum Brain, Interrupted / Wrinkle Resistant          |

### 2. évad (2011-2012)
| #   | Magyar cím | Eredeti cím                                                    |
| --- | ---------- | -------------------------------------------------------------- |
| 27. | –          | My Brother, My Pimple / The Superest Day of the Year           |
| 28. | –          | Love Fights / A Sidecar Named Desire                           |
| 29. | –          | Circus Jerkus / Anty Maim                                      |
| 30. | –          | The Heartbreak Golly Gee Kid / App-y Days                      |
| 31. | –          | Exchange Student From the Black Lagoon / Fortress of Maxumtude |
| 32. | –          | Insane In the Cranial / What's He Hiding?                      |
| 33. | –          | House of Helmut / Supermodels                                  |
| 34. | –          | Eric Amazing / Trevor the Hero                                 |
| 35. | –          | Eric and Trevor's Mediocre Adventure / The Grim Gerbil         |
| 36. | –          | Gimme a Sign / Sidekicks Rule!                                 |
| 37. | –          | The Land Before Grunk / I, Sidebot                             |
| 38. | –          | Adventures In Supersitting / Mandy-o and Eric-et               |
| 39. | –          | Sidekick Sideshow / The Maxum Method                           |
| 40. | –          | Of Mouse and Mel / Iron Sidechef                               |

### 3. évad (2013)
| #   | Magyar cím | Eredeti cím                                              |
| --- | ---------- | -------------------------------------------------------- |
| 41. | –          | Teacher's Pet / Opossum Man                              |
| 42. | –          | Black Top, Dark Matter / Master XOX Ray Vision           |
| 43. | –          | Oh Trevor, Where Art Thou? / XOX To Be You               |
| 44. | –          | Eric and the Maxum Brain Factory / Trip Van Twinkle Toes |
| 45. | –          | Pains, Sprains, and Maxum Mobiles / Maxum Men            |
| 46. | –          | Hullaballoo / For Real Estate                            |
| 47. | –          | Multikickery / A XOX For Good                            |
| 48. | –          | The Dingalingish Patient / Parent Teacher Night of Doom  |
| 49. | –          | Eric of the Board / Pamp My Ride                         |
| 50. | –          | Oppoxox / Walter Ego Presents: Vapo House                |
| 51. | –          | The Running of the Trolls / Superbest In Show            |
| 52. | –          | Those Who Can't Teach / Graduation Daze                  |